# Acidodontium longifolium
Acidodontium longifolium är en bladmossart som beskrevs av Brotherus 1903. Acidodontium longifolium ingår i släktet Acidodontium och familjen Bryaceae. Inga underarter finns listade i Catalogue of Life.